# Aliança Vermelha e Verde
A Lista Unitária - Aliança Vermelha e Verde (em dinamarquês:  : Enhedslisten – De Rød-Grønne) é um partido político da Dinamarca de ideologia socialista e anti-capitalista.

A aliança foi fundado em 1989 como uma coligação eleitoral para as eleições legislativas da Dinamarca de 1990 composta por três partidos: Partido Comunista da Dinamarca, Partido Socialista dos Trabalhadores e Esquerda Socialista. Em 1991 um quarto partido integrou a aliança: o Partido Comunista dos Trabalhadores da Dinamarca.

A Aliança destaca-se por ser o partido mais à esquerda do espectro político dinamarquês, defendendo o fim da propriedade privada, a nacionalização dos sectores produtivos, redistribuição da riqueza, rejeição do capitalismo, a instauração do socialismo na Dinamarca e, por fim, a saída da Dinamarca da União Europeia e da NATO.

A aliança tem uma liderança colectiva e, após as eleições parlamentares de 2011, onde conquistou 12 mandatos, oferece apoio externo ao Governo Helle Thorning-Schmidt, liderado pela social-democrata Helle Thorning-Schmidt.

## Resultados Eleitorais
Eleições legislativas
| Data | CI.  | Votos   | %           | +/- | Deputados | +/- | Status            |
| ---- | ---- | ------- | ----------- | --- | --------- | --- | ----------------- |
| 1990 | 10.º | 54 038  | 1,7 / 100,0 |     | 0 / 179   |     | Extra-parlamentar |
| 1994 | 7.º  | 104 701 | 3,1 / 100,0 | 1,4 | 6 / 179   | 6   | Oposição          |
| 1998 | 8.º  | 91 933  | 2,7 / 100,0 | 0,4 | 5 / 179   | 1   | Oposição          |
| 2001 | 7.º  | 82 685  | 2,4 / 100,0 | 0,3 | 4 / 179   | 1   | Oposição          |
| 2005 | 7.º  | 114 123 | 3,4 / 100,0 | 1,0 | 6 / 179   | 2   | Oposição          |
| 2007 | 8.º  | 74 982  | 2,2 / 100,0 | 1,2 | 4 / 179   | 2   | Oposição          |
| 2011 | 6.º  | 236 860 | 6,7 / 100,0 | 4,5 | 12 / 179  | 8   | Apoio parlamentar |
| 2015 | 4.º  | 274 463 | 7,8 / 100,0 | 1,1 | 14 / 179  | 2   | Oposição          |
| 2019 | 6.º  | 244 664 | 6,9 / 100,0 | 0,9 | 13 / 179  | 1   | Apoio parlamentar |
| 2022 | 8.º  | 181 452 | 5,1 / 100,0 | 1,8 | 9 / 179   | 4   | Oposição          |

#### Eleições europeias
| Data | CI.           | Votos         | %             | +/-           | Deputados     |               |
| ---- | ------------- | ------------- | ------------- | ------------- | ------------- | ------------- |
| 1994 | Não Concorreu | Não Concorreu | Não Concorreu | Não Concorreu | Não Concorreu | Não Concorreu |
| 1999 | Não Concorreu | Não Concorreu | Não Concorreu | Não Concorreu | Não Concorreu | Não Concorreu |
| 2004 | Não Concorreu | Não Concorreu | Não Concorreu | Não Concorreu | Não Concorreu | Não Concorreu |
| 2009 | Não Concorreu | Não Concorreu | Não Concorreu | Não Concorreu | Não Concorreu | Não Concorreu |
| 2014 | Não Concorreu | Não Concorreu | Não Concorreu | Não Concorreu | Não Concorreu | Não Concorreu |
| 2019 | 7.º           | 151 903       | 5,5 / 100,0   |               | 1 / 13        |               |
| 2024 | 7.º           | 172 009       | 7,0 / 100,0   | 1,5           | 1 / 15        | Estável       |